# 謝伯讓
謝伯讓，台灣認知神經科學、腦科學家，國立台灣大學生命科學系學士、國立中正大學哲學研究所碩士、美國達特茅斯學院心理與腦科學系博士。曾任麻省理工學院腦與認知科學系博士後研究員，杜克-新加坡國立大學醫學院助理教授。現為台灣大學心理系副教授、腦與意識實驗室主任。曾發表國際學術期刊與會議論文數十篇。研究範圍主要為大腦、認知與意識，同時也致力於科學普及教育。大學時期曾是「廢五金」樂團吉他手。

## 著作
- 謝伯讓、高薏涵，《波士頓》（台北：太雅出版社，2009）
- 謝伯讓、高薏涵，《指指點點玩美國》（台北：太雅出版社，2010）
- 《都是大腦搞的鬼》（台北：時報出版，2015）
- 《大腦簡史》（台北：貓頭鷹出版社，2016；簡體字版，北京：化學工業出版社，2018）

### 譯作
- 艾倫·南格（英语：Ellen Langer）著，謝伯讓、高薏涵譯，《用心法則：改變你一生的關鍵》（台北：木馬文化，2007）
- 菲利浦·鮑爾（英语：Philip Ball）著，謝伯讓譯，《用物理學找到美麗新世界：事物如何環環相扣》（台北：木馬文化，2008）
- 布萊恩·汪辛克（英语：Brian Wansink）著，謝伯讓、高薏涵譯，《瞎吃－最好的節食就是你根本不知道自己在節食》（台北：木馬文化，2007）
- 荷西·奧德嘉·賈塞特著，謝伯讓、高薏涵譯，《哲學是什麼？》（台北：商周出版，2010）
- 羅伯·費德曼著，謝伯讓、高薏涵譯，《謊言實境秀：破解生活中無所不在的欺騙》（台北：行人出版社，2010）
- 莫德·巴洛、東尼·克拉克著，張岳、盧瑩、謝伯讓譯，《水資源戰爭：揭露跨國企業壟斷世界水資源的真實內幕》（台北：高寶出版社，2011）
- 彼得·亞伯拉罕著，謝伯讓、高薏涵譯，《人體機能解剖全書vol.1》（台北：楓書坊，2017）
- 彼得·亞伯拉罕著，謝伯讓、高薏涵譯，《人體機能解剖全書vol.2》（台北：楓書坊，2017）
- 安德魯·貝爾著，謝伯讓、高薏涵、朱皓如譯，《人體解剖全書 增訂版》（台北：楓書坊，2018）

## 外部連結
- 謝伯讓的腦科學世界（页面存档备份，存于）的Facebook專頁
- 台大心理系 - Hsieh, Po-Jang Brown（页面存档备份，存于）